# Frankenforst
Frankenforst ist ein Stadtteil von Bergisch Gladbach und gehört unter Nr. 64 zum Statistik-Bezirk 6 der Stadt.

## Kurzbeschreibung
Traditionell gilt Frankenforst als bevorzugter Wohnplatz. Dabei wird unterschieden zwischen Alt-Frankenforst und Neu-Frankenforst. Im „alten“ Frankenforst entstand um 1900 eine Parksiedlung mit zum Teil größeren Villen. Seit den 1920er Jahren entwickelte sich westlich des ursprünglichen, das „neue“ Frankenforst, in dem man auch eine Bebauung mit Reihenhäusern vorfindet. Nach dem Zweiten Weltkrieg entstand zwischen der Kölner Straße und der Brüderstraße ein größeres Gewerbegebiet. Hier ist auch die Bundesanstalt für Straßenwesen angesiedelt. Im äußersten südwestlichen Zipfel des Stadtteils hat sich seit den 1960er Jahren eine Siedlung mit Hochhäusern und Mehrfamilienhäusern gebildet.
Erholungssuchende zieht es in das südlich angrenzende Naturschutzgebiet Königsforst sowie in die nördlich gelegenen Anlagen des „Erholungsparks Saaler Mühle“.

## Denkmalschutz
Im Jahr 2010 hat die Stadt Bergisch Gladbach eine Denkmalbereichssatzung für die Siedlung Alt-Frankenforst erlassen. Daneben gibt es einzelne denkmalgeschützte Gebäude innerhalb der Siedlung. Auch die Pfarrkirche St. Maria Königin Frankenforst ist als Baudenkmal Nr. 178 in die Liste der Baudenkmäler in Bergisch Gladbach eingetragen.

## Bergbau
Südlich der A 4 lag im Königsforst am Bergmannspfad die Grube Galilei mit den weiteren Grubenfeldern Bensberg und Bleistift. Sie war von 1855 bis 1889 in Betrieb. Das Bergwerk war verliehen auf Blei-, Zink- und Kupfererze.

## Bevölkerung
Nach der Einwohnerdatei hatte Frankenforst am 30. Juni 2017 5.366 Einwohner (davon 491 Ausländer). Die Altersgruppe über 65 Jahre war mit 1.266 Einwohnern (davon 57 Ausländer) stärker als die Altersgruppe unter 18 Jahre mit nur 887 Einwohnern (davon 72 Ausländer).

## Infrastruktur
Frankenforst hat mit der Anschlussstelle 19 – Bensberg einen direkten Anschluss an die A 4. Mit der Stadtbahnlinie 1 ist, bei dichter Vertaktung, in vier Minuten das benachbarte Zentrum von Bensberg und in 27 Minuten der Neumarkt in der Nachbarstadt Köln erreichbar.
| Linie | Verlauf / Anmerkungen | Takt (Mo–Fr) |
| ----- | --- | ------------ |
| 1     | Weiden West – Junkersdorf – Rheinenergiestadion – Müngersdorf – Braunsfeld – Aachener Str./Gürtel – Moltkestraße – Rudolfplatz – Neumarkt – Heumarkt – U Bf. Deutz/Messe – U Deutz Technische Hochschule – U Kalk Post – U Kalk Kapelle – U Fuldaer Straße – U Sportpark Höhenberg – Merheim – Brück – Lustheide – Refrath – Kippekausen – Frankenforst – Neuenweg – Kölner Str. – Im Hoppenkamp – U Bensberg | 10 min       |